# 青山忠重 (戦国武将)
青山 忠重（あおやま ただしげ）は、戦国時代の武将。徳川家康の家臣。

## 生涯
『寛政重修諸家譜』（以下『寛政譜』）によれば、大永5年（1525年）、青山忠世の三男として生まれる。
徳川家康に仕え、永禄3年（1560年）、桶狭間の戦いの際には丸根砦攻めに従軍。永禄6年（1563年）三河一向一揆平定のために西三河を転戦した。元亀元年（1570年）、越前国手筒山城攻めに先陣として従軍。
元亀2年（1571年）、遠江国内の「郷民」の一揆が蜂起し、岡崎城に向かって進撃した。忠重は兄の忠門らと共に岩津に出陣してこれを撃退した。敗走する一揆衆を追撃する最中、「鈇礪山（よきとぎやま）」で討ち死にした。享年47（一説に46という）。
この戦いについては『寛政譜』の青山忠門や阿知和玄鉄の項目に詳しい記載がある。一揆勢は作手口から三河に乱入して岡崎に向かい、岩津村（現在の愛知県岡崎市岩津町付近）周辺の各所に放火した。これに対して、「北口七手」に連なる青山忠門・阿知和玄鉄・内藤家長に出陣が命じられた。青山家からは青山忠門・忠重・俊成兄弟、同族の青山長義、卯野小兵衛（青山忠門の舅）が出陣し、岩津村に急行して敵を打ち破った上、逃げる敵を追って「鈇礪山（よきとぎやま）」で戦った。岩津村から鈇礪山にかけての戦いは厳しいもので、青山家は忠重・長義ら多くの死者を出し、忠門も阿知和村（岡崎市東阿知和町・西阿知和町付近）の左石において敵を討ち取った際に受けた傷がもとで死亡したという（ただし忠門の死には異説がある）。敵は吉田口から遠江へ退き、玄鉄と青山一族の奮戦は家康に称えられたという。
忠重は岡崎の大林寺に葬られた。忠重には継嗣がいなかった。このため家康の命により、親族にあたる青山成重が家を継いだ。成重は服部正信の二男で、母が青山忠教（忠重の叔父）の娘である。成重はのちに徳川秀忠の傅役を経て老中に任命され、一時は大名（下総飯田藩主）に列するが、大久保長安事件に連座して改易されている。その子孫は旗本として続いた。